# بيركهولدرية جينسنجيسولية
بيركهولدرية جينسنجيسولية (الاسم العلمي: Burkholderia ginsengisoli) هي نوع من البكتيريا، سلبية الغرام، تتبع جنس البيركهولدرية.